# Jean Coumaros
Jean Coumaros, né le 1er juin 1907 en Grèce et mort le 25 avril 1991, est un homme politique français.

## Biographie
Jean Coumaros suit les traces de son père, médecin, et suit des études de médecine d'abord à Athènes, puis à Strasbourg, où il est diplômé comme pneumologue. C'est au déclenchement de la seconde guerre mondiale qu'il décide de s'installer définitivement en France.
Bien que de nationalité grecque, il s'engage dans la résistance, et, du fait de son statut d'ancien combattant, obtient une naturalisation automatique à la Libération.
Il prend alors un emploi de médecin-chef dans des dispensaires de Moselle.
En 1953, il est élu maire, sans étiquette, de la commune de Puttelange-aux-Lacs, qui compte un millier et demi d'habitants environ, engagement qu'il poursuit au niveau départemental, en étant élu, au printemps 1958, conseiller général, dans le canton de Sarralbe.
Dans le sillage du retour de Charles de Gaulle au pouvoir, Jean Coumaros se présente aux législatives de 1958 où il affronte le sortant Emile Engel (MRP). Au soir du premier tour, il accuse plus de dix points de retard sur son rival, avec seulement 37,3 % des voix. Mais il est finalement élu au second, à la faveur d'une triangulaire incluant le candidat communiste, avec 46 % des voix.
Membre du groupe de l'UNR à l'assemblée nationale, il est rapporteur en 1959 et 1960 des lois sur l'assurance vieillesse agricole et les accidents du travail agricole. Il n'hésite pas non plus à rappeler ses origines grecques à l'occasion d'un débat sur l'enseignement des lettres ou sur la question de l'admission de la Grèce au marché commun.
Il est réélu en 1962 dès le premier tour, avec 59,3 % des voix. Durant ce second mandat, il intervient particulièrement sur les questions sociales et agricoles, mais aussi sur des problèmes spécifiques à son département, et notamment les problèmes naissants de la sidérurgie.
L'élection de 1967 est plus difficile, du fait de la présence d'un dissident gaulliste. Arrivé en tête au premier tour, avec 32,1 % des voix, il l'emporte au second, dans une triangulaire l'opposant à un républicain indépendant et un communiste, avec 46 %.
Dans le débat sur la Loi Neuwirth, il s'oppose à la prescription médicale de la pilule et réclame en vain la simple délivrance d'un certificat de non contre-indication. Il met en avant le fait que les femmes pourront prendre la pilule à l'insu de leur mari, et qu'elles deviendraient un « objet de volupté stérile », les hommes perdant alors la « fière conscience de leur virilité ».
En 1968, il est réélu au second tour, avec 50,5 % des voix contre les deux mêmes candidats que l'année précédente.
En 1971, il quitte la mairie de Puttelange.
Sa carrière politique prend fin en 1973. Il est alors battu aux élections législatives par Anne-Marie Fritsch, candidate du Mouvement Réformateur, qui l'emporte avec 60,8 % des voix au second tour. Il ne se représente pas aux cantonales de cette même année.

## Détail des fonctions et des mandats
Mandats parlementaires
- 30 novembre 1958 - 9 octobre 1962 : Député de la 6e circonscription de la Moselle
- 18 novembre 1962 - 2 avril 1967 : Député de la 6e circonscription de la Moselle
- 12 mars 1967 - 30 mai 1968 : Député de la 6e circonscription de la Moselle
- 30 juin 1968 - 1er avril 1973 : Député de la 6e circonscription de la Moselle